# الوكالة الوطنية لتحسين السكن وتطويره
الوكالة الوطنية لتحسين السكن و تطويره (بالفرنسية: LAgence nationale de l’Amélioration et du Développement du Logement) أو اختصارًا عدلAADL ، هيَ شركة جزائرية أُنشِئت مؤسسةً عموميةً ذات طابع صناعي وَتجاري تحتَ تصرُّف وزارة السكن والعمران والمدينة في 2 مايو سنة 1991. تعملُ الوكالة على تطوير وتحسين سوق العقارات، وَتوفير السكن للمواطنين الجزائريين. تهدف الوكالة إلى توفير خيارات سكنية ميسرة وبأسعار معقولة وتسعى إلى تعزيز التنمية العقارية في البلاد.
يُكلف رئيس الوكالة وفريق الإدارة من المسؤولين بتنفيذ السياسات والمشاريع المعنية بتطوير السكن وتحسين البنية التحتية. تلعب الوكالة دورًا مهمًا في توجيه الاستثمارات وتعزيز الإسكان في الجزائر.

## البرامج السكنية

### عدل 1 (2001-2002)
برنامج عدل 1 كانَ عبارة عن مُبادرة أطلقتها الوكالة لتوفير إسكان مَيسور التكلفة، مِن خلالِ نظام الإيجار معَ خيار الشراء. أُطلق في أوائل الألفية الجديدة، حيثُ قدّم للجزائريين فرصة شراء الشقق بعدَ فترة إيجار أولية. ويُسمى «برنامج سكنات البيع بالايجار 2001-2002» 
```
واجهَ البرنامج تأخيرات وَتحديات، وكانت أول الدفعات المسلمة في 2016.
[
5
]
 وكان من المزمع غلق الملف نهائيا في سبتمبر 2019
[
6
]

 لكن بحلول عام 2023، سعت السلطات إلى توزيع جميع الشقق المتبقية على المُكتتبين المسجلين.
[
7
]
بلغت تكلفة شقة عدل 1 من نوع F3 مبلغ 2،100،000 دينار جزائري، تقريباً 13،852 يورو (1 يورو = 151.59 دينار جزائري في مايو 2023).
[
7
]
حيث بلغت تكلفة شقة عدل من نوع F4 مبلغ 2،700،000 دينار جزائري، تقريباً 17،810 يورو (1 يورو = 151.59 دينار جزائري في مايو 2023).
[
7
]
المشترك كانَ عليهِ دفع مسبق بنسبة 25٪ عند القبول في البرنامج. يقسم هذا الدفع الى 4 أقساط (10٪ - 5٪ - 5٪ - 5٪).يقسّم باقي المبلغ المستحق البالغ 75٪ على مدى 20 عامًا لدفع قسط شهري يبلغ حوالي 6500 دينار جزائري لشقة من نوع F3 وحوالي 8400 دينار جزائري لشقة من نوع F4.
[
7
]
```

### عدل 2 (2013)
برنامج عدل 2 مثله مثلَ سابقهِ يقدم أيضًا سكنًا بأسعار معقولة، بنفس طريقة تأجير معَ خيار الشراء. كانَ هناك أكثر من 560،000 مُكتَتِب في برنامج عدل 2، مع توزيع برامج الإسكان على المكتتبين المتبقين بحلول أبريل 2024.
في سبتمبر 2013، الانطلاق الفعلي في التجسيد بإيجاد الأوعية العقارية.

### عدل 3 (2024)
في أكتوبر 2023، أعلن رئيس الجمهورية عبد المجيد تبون انطلاق برنامج عدل 3 بعام 2024 وصرّح وزير السكن والعمران والمدينة محمد طارق بلعريبي بأن عملية الاكتتاب هذه المرة إلكترونية ورقمية، تعتمدُ على رقم التعريف الوطني بالإضافة إلى رقم الضمان الاجتماعي للمكتَتِب، كما صرحَ لاحقًا في مايو 2024 أنّ التجهيز للعملية فاقت نسبة 90%، بالإضافة إلى برنامج جديد للسكن الترقوي العمومي (LPP).
في 30 ماي 2024، أعلن رئيس الجمهورية عبد المجيد تبون خلالَ زيارتهِ إلى ولاية خنشلة انطلاق عملية الاكتتاب في برنامج سكنات عدل 3 بداية من 5 جويلية القادِم (المصادِف لعيد الاستقلال).
يجب المترشح أن يتحصل على الخدمة الوطنية 